# Carl Ernst Forberg
Carl (Karl) Ernst Forberg (né le 20 octobre 1844 à Düsseldorf et mort le 9 avril 1915 dans la même ville) est un graveur et peintre de l'École de peinture de Düsseldorf.

## Biographie
Forberg est le fils du musicien, Fritz Forberg, qui, en tant qu'élève de Julius Rietz, est un joueur de violoncelle, violon, piano et orgue recherché dans la vie musicale de Düsseldorf. Il travaille comme violoncelliste solo pour Robert Schumann et occupe le poste d'organiste à l'église de la garnison de Düsseldorf (de). Son fils Carl Ernst étudie à l'Académie des beaux-arts de Düsseldorf à partir de 1858. Josef Wintergerst, Andreas et Karl Müller, Heinrich Mücke et Rudolf Wiegmann y sont ses professeurs. À partir de 1860, il est formé aux techniques de gravure sur cuivre par Joseph Keller, fondateur d'une école de gravure sur cuivre à l'Académie de Düsseldorf. À la fin des années 1860, il se rend à Vienne. Là, il travaille pour la revue d'art Zeitschrift für Bildende Kunst de Carl von Lützow (de) et à partir de 1872 à la tête de la Gesellschaft für vervielfältigende Kunst,. En 1879, il est nommé professeur de gravure sur cuivre à l'Académie de Düsseldorf en tant que successeur de Keller. Il occupe ce poste jusqu'en 1911. Parfois, il est directeur adjoint de l'académie des beaux-arts. Il est également apparu à la fin des années 1870 en participant au Düsseldorfer Radirclub, et au tournant du siècle en fondant l'Association académique de Düsseldorf "Laetitia" . Le fils de Forberg, Kurt Forberg (1900-1979), est devenu un banquier privé prospère qui a réuni une collection d'art moderne depuis les années 1950  et, en 1961, la Fondation Ernst Forberg nommée d'après son père pour soutenir et promouvoir l'art de Düsseldorf. Le frère de Carl Ernst Forberg, Wilhelm Forberg (1864-1899), travaille également comme graveur sur cuivre à Düsseldorf.

## Travaux (sélection)

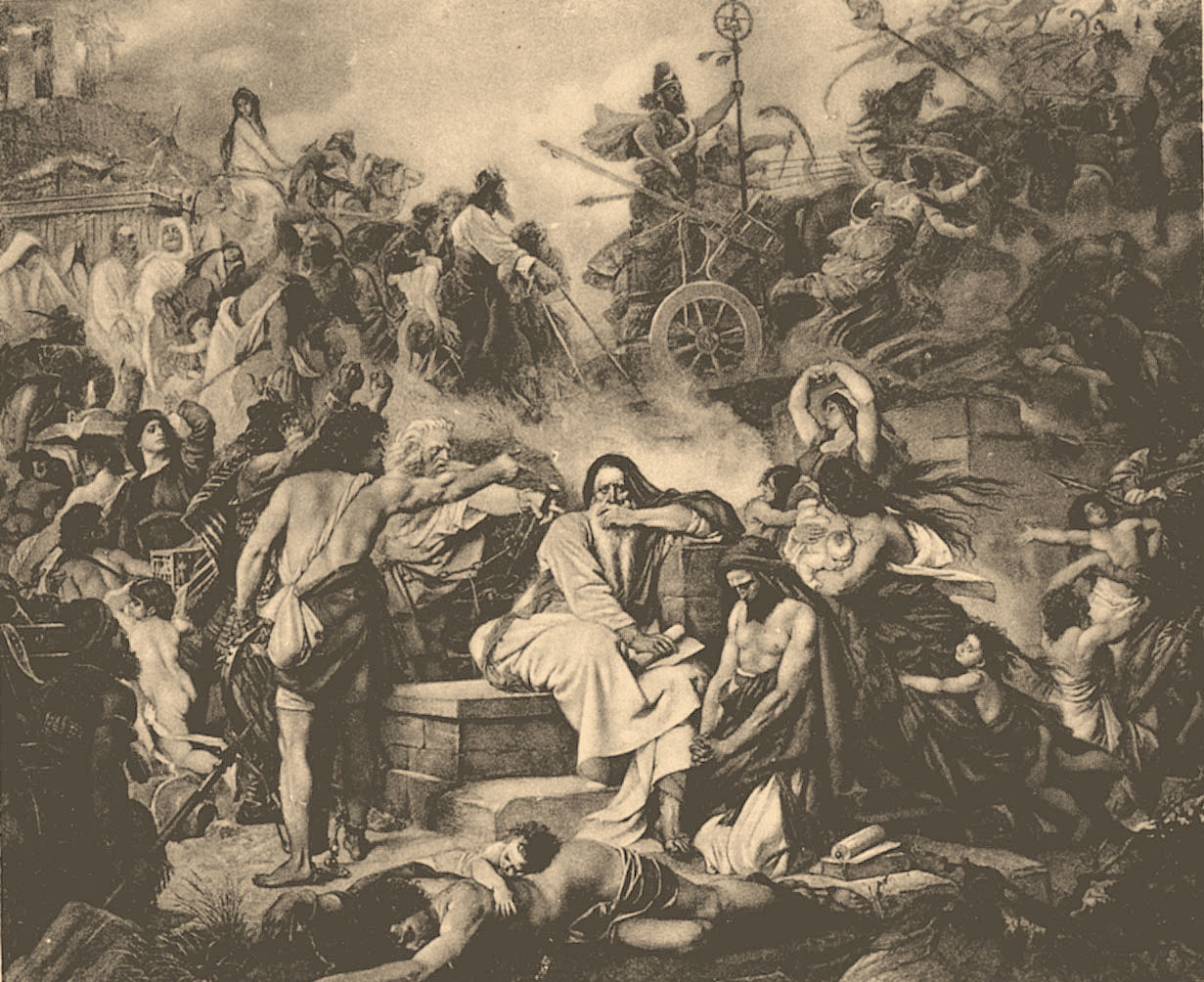
Le déplacement des Juifs en captivité babylonienne (d'après Eduard Bendemann)

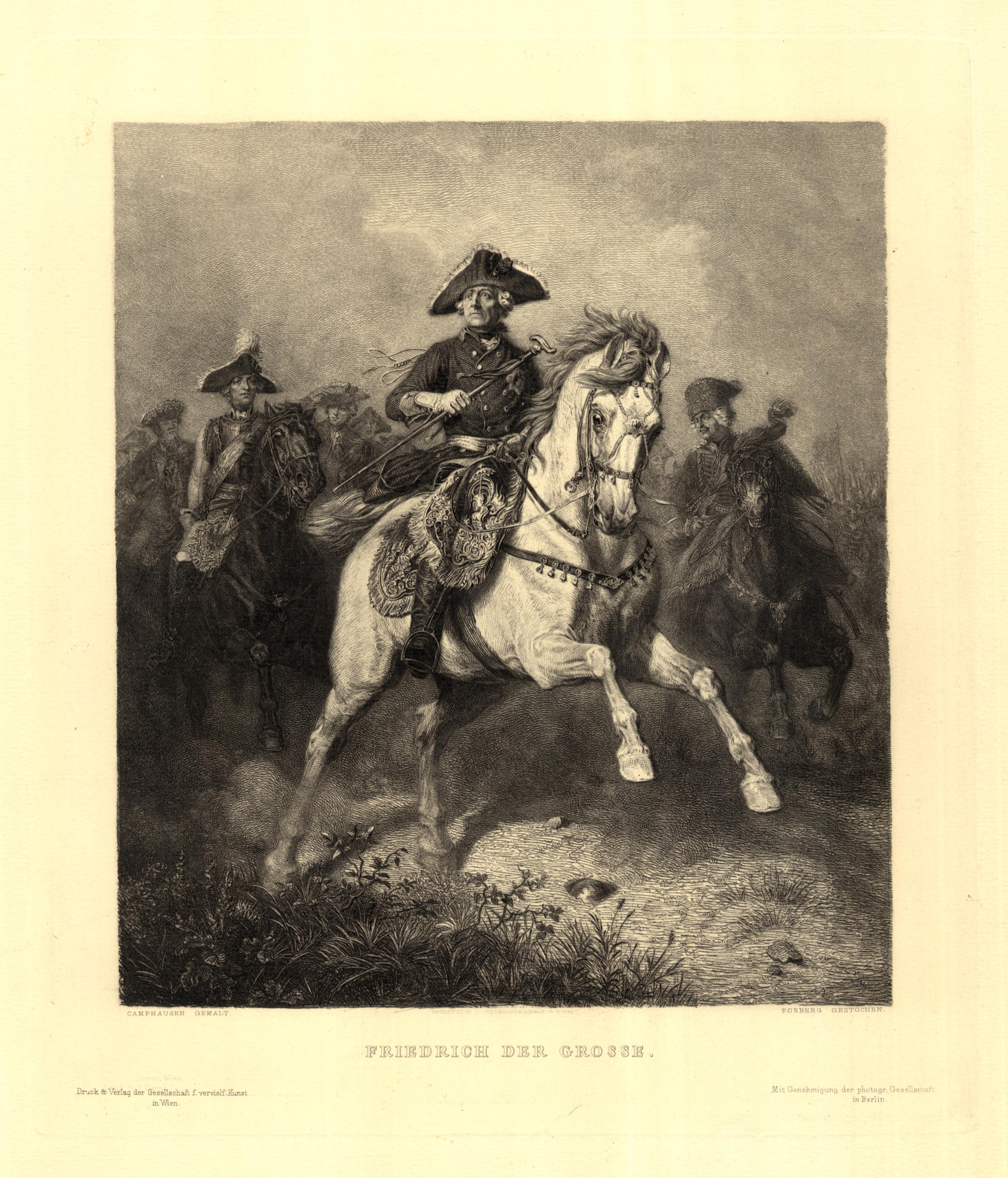
Frédéric le Grand (d'après Wilhelm Camphausen)

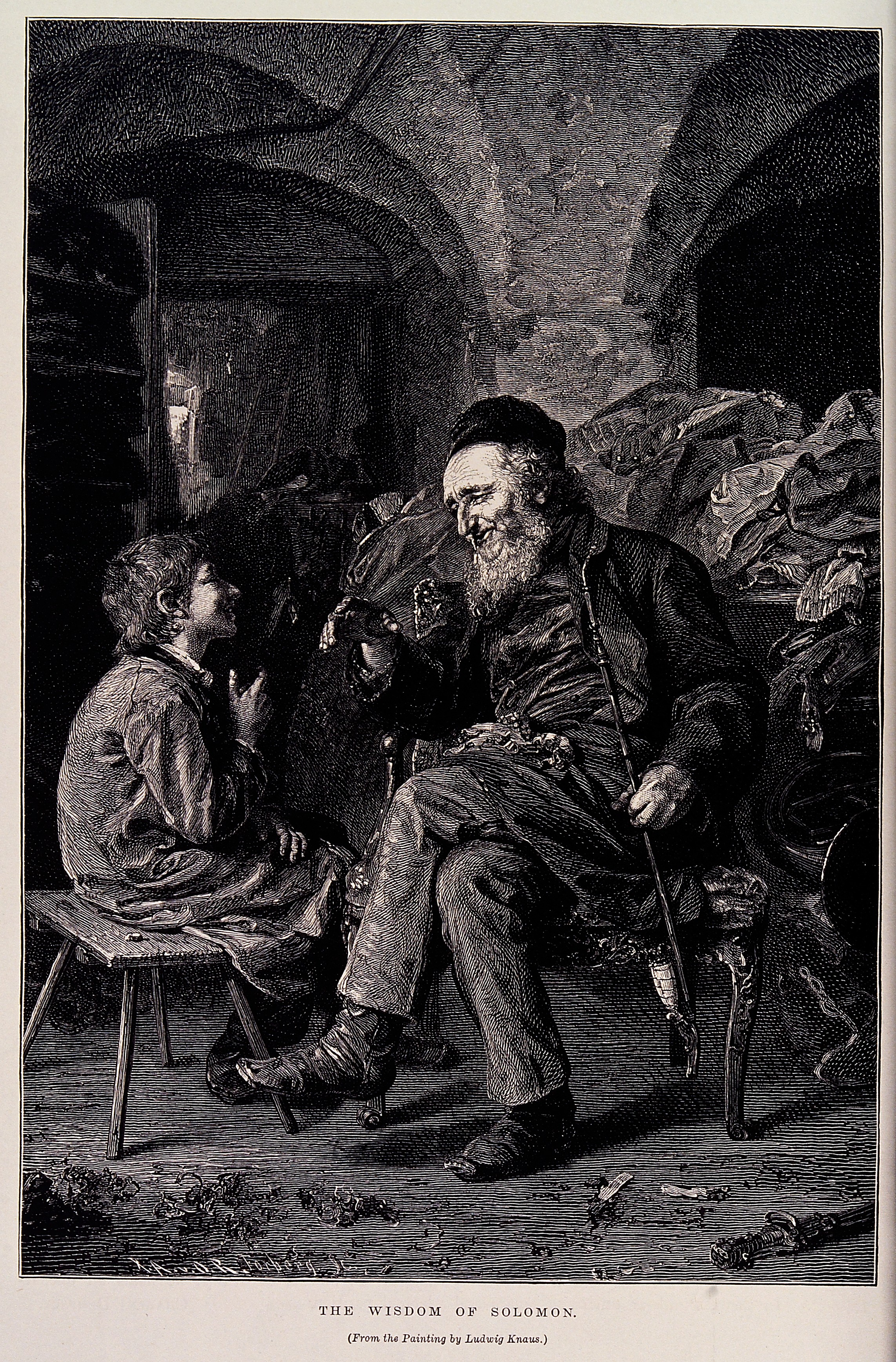
Sagesse de Salomon (d'après Ludwig Knaus)

- Le merveilleux poisson (d'après Raphaël)
- Nourris mes moutons! (d'après Raphaël)
- Assomption de Marie (d'après Pierre Paul Rubens)
- Le sermon infructueux (d'après Benjamin Vautier)
- La dégustation de vins (d'après Eduard Kurzbauer)
- Le nid d'oiseau (d'après Julius Geertz)
- L'envoi des Juifs en captivité babylonienne (d'après Eduard Bendemann)
- Jérémie à la chute de Jérusalem (d'après Eduard Bendemann)
- Amour d'enfance (d'après Heinrich von Angeli)
- Consultation avec l'avocat (d'après Wilhelm Sohn)
- La dispute de Luther avec Eck (d'après Carl Friedrich Lessing)
- Quartier juif d'Amsterdam (d'après Andreas Achenbach)
- Le grand électeur (d'après Wilhelm Camphausen)
- Frédéric le Grand (d'après Wilhelm Camphausen)
- Dans le parc de la Villa Borghese (d'après Oswald Achenbach)
- Le dernier spectacle militaire de l'empereur Guillaume (d'après Theodor Rocholl)
- Balade de l'empereur Guillaume autour de Sedan (d'après Theodor Rocholl)
- Sagesse de Salomon (d'après Ludwig Knaus)